# Santa Rita (Chalatenango)
Santa Rita è un comune del dipartimento di Chalatenango, in El Salvador.